# Forças Aeroespaciais da Rússia
As Forças Aeroespaciais da Rússia (russo:  Воздушно-космические силы; [ВКС], tr. Vozdushno-kosmicheskiye sily; VKS) é um grupo independente das Forças Armadas da Federação Russa, criado em 2011 sob as ordens do então presidente Dmitri Medvedev como uma fusão da Força Aérea Russa e das Forças de Defesa Aeroespacial da Rússia, agora sob um único comando unificado.
A VKS é composta por três componentes: a Força Aérea Russa (VVS), a Tropas Espaciais da Rússia (KV) e as Tropas de Defesa Aérea e de Mísseis (PRO).